# Qazim Ademi
Qazim Ademi, född 1876, död 1939, var en albansk folksångare och kompositör av albansk polyfoni.
Qazim Ademis sånger är influerade av genren demirçe inom albansk polyfoni, namngivet av dess skapare Demir Ago Mystehaku–Vlonjati  (cirka 1780-1845). Qazim Ademis nyskapande tolkningar ledde till skapandet av en ny genre - qazimademirç - inom den albanska polyfonins elegier. Enligt den albanske musikologen Bardhosh Gaçe är cirka sextio av Qazim Ademis sånger populära ännu i dag.